# Witherscape
Witherscape — прогресивний дет-метал гурт зі Швеції, який створили мультиінструменталісти Дан Свано та Раґнар Відерберґ у 2012 році.
Дебютний альбом гурту «The Inheritance» був записаний у квітні 2012 року у студії Swanös Unisound, але вийшов тільки у 2013 році на Century Media Records. В обмежене видання альбому увійшли два бонус-треки — кавери на пісні Judas Priest та Gentle Giant.
У 2014 році вийшов мініальбом «The New Tomorrow», до якого увійшли однойменна нова пісня, прог-рок версія пісні «Dead For A Day» під назвою «Dead For Another Day», а також декілька каверів на пісні Warrior, Kiss та Judas Priest.
У 2016 розі вийшов другий альбом колективу «The Northern Sanctuary». Обидва альбоми гурту є концептуальними, лірику до них написав Пол Кур з гурту Novembers Doom.

## Музичний стиль
Александр Мельцер з metal-observer.com описав музику гурту як суміш Edge of Sanity, Nightingale та Moontower (сольний альбом Дана Свано). Джеймс Залуцький з metalinjection.net провів порівняння з такими групами, як Rush, King Crimson, Savatage, The Ocean and Opeth.

## Склад
- Дан Свано — вокал, ударні, клавішні
- Раґнар Відерберґ — гітара, бас[4]

## Дискографія
- 2013 — «The Inheritance»
- 2014 — «The New Tomorrow» (EP)
- 2016 — «The Northern Sanctuary»[5]